# Vince Vouyer

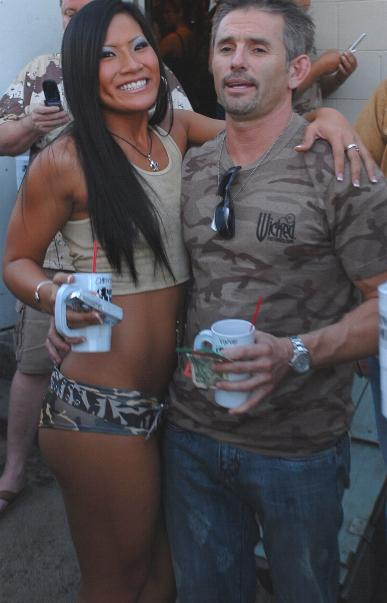
Christina Aguchi und Vince Vouyer im Jahr 2007

Vince Vouyer (* 1. Juni 1966 in Lowell, Massachusetts, USA; eigentlich John Albert LaForme) ist ein US-amerikanischer Pornodarsteller. Sein Pseudonym wird auch als Vince Voyeur, Vince Voyer oder Vince Voyuer wiedergegeben.
Vouyer ist seit 1994 als Darsteller tätig. Mittlerweile hat er seine eigene Firma Vouyer Productions. Er ist bekannt für seine Darstellungen in dem 1996 gedrehten Abenteuerpornofilm Conquest, für die er gemeinsam mit Jenna Jameson den AVN Award als beste Pärchenszene gewann, und seine Rolle in dem preisgekrönten Werk Shock von Michael Ninn.

## Auszeichnungen
Vince Vouyer wurde 2007 in die AVN Hall of Fame aufgenommen.
- 1996: AVN Award: „Best Couples Scene“ (Conquest) mit Jenna Jameson
- 1997: AVN Award: „Most Outrageous Sex Scene“ (Shock) mit Shayla LaVeaux und T. T. Boy
- 2007: AVN Award: „Best Anal Sex Scene - Video“ in Breakin’ ‘Em In 9 (zusammen mit Amy Ried)[1]